# Volpedo
Volpedo är en ort och kommun i provinsen Alessandria i regionen Piemonte i Italien. Kommunen hade 1 191 invånare (2018).